# Daviz Simango
Daviz Mbepo Simango (República de Tanganyika, 7 de febrer de 1964 – 22 de febrer de 2021) fou un polític moçambiquès que fou alcalde de Beira des de 2003. També fou president del Moviment Democràtic de Moçambic (MDM).

## Biografia
És fill d'Uria Simango, el primer vicepresident del FRELIMO. Llicenciat en Enginyeria civil per la Universitat Eduardo Mondlane, va militar inicialment al Partit de Convenció Nacional (PCN) En 1997 es va unir a la RENAMO i el 2003 assolí l'alcaldia de Beira com a candidat seu. Fou premiat per la revista Professional Management Review-Africa com a millor president de tots els municipis de Moçambic en 2006.
Daviz Simango era el candidat natural a la seva pròpia successió a les eleccions locals convocades per novembre de 2008, però la RENAMO va optar per nomenar candidat un dels seus diputats a l'Assemblea de la República. En aquest moment, un grup de militants d'aquell partit polític va iniciar una campanya per la candidatura independent de Simango, que es va fer oficial el 5 de setembre. A les eleccions del 19 de novembre Daviz Simango fou reelegit amb el 61,6% dels voto.
En març de 2009 va presentar el seu nou partit polític, el Moviment Democràtic de Moçambic (MDM), a la ciutat de Beira, on fou elegit president per votació, i quan es va organitzar el partit fou nomenat secretari general. Fou candidat presidencial del MDM a les eleccions generals de Moçambic de 2009. Va quedar tercer amb el 8,6% dels vots. Va repetir la seva candidatura a les eleccions generals de Moçambic de 2014, i restà novament tercer amb el 6.36 % dels vots.